# 20 Dywizjon Artylerii Ciężkiej (1939)
20 dywizjon artylerii ciężkiej (20 dac) – pododdział artylerii ciężkiej Wojska Polskiego II RP.
Dywizjon nie występował w pokojowej organizacji wojska. Został sformowany na bazie 9 pułku artylerii ciężkiej  stacjonujący w garnizonie Włodawa dla 20 Dywizji Piechoty.

## 20 dac w kampanii wrześniowej

### Mobilizacja 20 dac i działania w czasie pokoju
23 marca 1939 roku w koszarach we Włodawie 9 pac rozpoczęto mobilizację alarmową 20 dywizjonu artylerii ciężkiej typu II w składzie dowództwa dywizjonu, kolumny amunicyjnej, 1 baterii armat kal. 105 mm i 2 baterii haubic kal. 155 mm, oraz 20 plutonu taborowego. Dowództwo dywizjonu objął mjr Stanisław Domiczek. Według innych publikacji opisanych w/g nowych tabel mobilizacyjnych obowiązujących od czerwca 1939 roku, 20 dac miał być mobilizowany przez 20 pułk artylerii lekkiej w Prużanie. Po zmobilizowaniu 26 marca dywizjon rozpoczął ładowanie się do transportów kolejowych na stacji kolejowej w Tomaszówce, a następnie przez Włodawę, Brześć n/Bugiem, Siedlce, Warszawę-Gdańską i Nasielsk został przewieziony do stacji Latonice, gdzie został wyładowany. Pomaszerował w okolice Płońska i zajął kwatery we wsiach Strachowo i Wróblin oraz majątku Pilotowo. Po zajęciu przez macierzystą 20 DP pozycji obronnych pod Mławą, 20 dac  rozwinął się na północnych przedmieściach Mławy, wysuwając punkty obserwacyjne baterii na stoki wzgórza Krajewo po jego obu stronach.

### Działania bojowe
1 września 1939 roku od godz. 6.30 1 bateria armat otworzyła ogień na koncentrujące się kolumny zmotoryzowane nieprzyjaciela w Napierkach, Kuklinie i Iłowie. Ostrzał był skuteczny. Dywizjon wspierał głównie batalion I/80 pułku piechoty, wraz z nim powstrzymał natarcie niemieckiej piechoty wspartej 45 czołgami, niszcząc 6 czołgów. Ponowne niemieckie natarcie wsparte 20 czołgami z Windyk w kierunku Sławogóry Starej odparł, niszcząc 2 kolejne czołgi. 2 bateria haubic dodatkowo wspierała obrońców pozycji pod Rzęgnowem. O godz.10.00 1 bateria armat, unieszkodliwiła niemiecką lekką baterię na południe od Kuklina, a ok. godz.12.00 kolejną niemiecką baterię unieszkodliwiła 2 bateria haubic oraz zniszczyła niemiecką limuzynę z wyższymi oficerami. W godzinach nocnych 1/2 września baterie zajęły zapasowe stanowiska ogniowe Z uwagi na duże zużycie amunicji w nocy uzupełniono ją z pociągu amunicyjnego w Wyszynach Wielkich. 
W trakcie toczonych 2 września pojedynków artyleryjskich z niemieckimi bateriami uszkodzona została armata 1 baterii i kilku żołnierzy obsług rannych, na punktach obserwacyjnych również byli ranni żołnierze dywizjonu. 3 września w godzinach przedpołudniowych dywizjon znalazł się pod ostrzałem niemieckich baterii i atakami lotnictwa, baterie musiały zmienić stanowiska ogniowe. W trakcie ostrzału niemieckich zgrupowań piechoty, czołgów i stanowisk artyleryjskich zużyto większość amunicji. W godzinach popołudniowych ostrzał dywizjonu powstrzymał niemiecki atak z rejonu Windyk. Z uwagi na przełamanie pozycji pod Rzęgnowem i na styku z Mazowiecką Brygadą Kawalerii i opanowania Gruduska, 20 DP a wraz z nią 20 dac został zmuszony do odwrotu. Zjeżdżając z pozycji pozostało 64 pociski w przodkach, a baterie posiadały po dwie armaty i dwie haubice.. 20 dac walczył w składzie artylerii dywizyjnej i wspierał przez trzy doby obronę oddziałów dywizji. 20 dac wspólnie z 20 pułkiem artylerii lekkiej wycofały się poprzez Wyżyny Kościelne, Unierzysz, Glinojeck, osiągając ok. godz. 6 Unikowo. W tej okolicy po podniesieniu się mgieł dywizjon jak i 20 pal zostały zaatakowane przez lotnictwo niemieckie. W trakcie nalotów lotniczych utracono wiele koni i sprzętu oraz poniesiono straty osobowe, w tym poległ dowódca dywizjonu mjr S. Domiczek. Dowództwo objął por. Aleksander Szmit. W trakcie dalszego marszu w kierunku Drobina, na skutek dalszych strat w koniach, porzucono pozostałe działa, topiąc zamki i celowniki w okolicznych stawach. Pozostała część dywizjonu dotarła do Warszawy pieszo, w większości została wcielona do 98 dywizjonu artylerii ciężkiej i brała udział w jej obronie.

## Obsada personalna
| Obsada personalna dywizjonu we wrześniu 1939 | Obsada personalna dywizjonu we wrześniu 1939 |
| -------------------------------------------- | -------------------------------------------- |
| dowódca dywizjonu                            | mjr art. Stanisław Domiczek (do †3 IX)       |
| dowódca dywizjonu                            | por. Aleksander Szmit                        |
| adiutant                                     | ppor. Alfred Stössel                         |
| oficer zwiadowczy                            | ppor. Adam Burbeła                           |
| oficer obserwacyjny                          | ppor. rez. Stanisław Antończyk               |
| dowódca łączności                            | ppor. rez. Franciszek Michalski              |
| dowódca łączności                            | lub ppor. Madurowicz                         |
| oficer żywnościowy                           | ppor. rez. Jerzy Starosielec                 |
| lekarz sanitarny                             | por. rez. Piotr Wojczak                      |
| lekarz weterynarii                           | ppor. rez. Stefan Żebrowski                  |
| dowódca kolumny amunicyjnej                  | por. rez. Kacper Skirmuntt                   |
| dowódca kolumny taborowej                    | ppor. rez. Stanisław Ogrodziński             |
| dowódca 1 baterii                            | por. Eugeniusz Niemunis                      |
| oficer zwiadowczy                            | ppor. rez. Bronisław Hasiewicz               |
| oficer ogniowy                               | ppor. rez. Hipolit Koława                    |
| dowódca plutonu                              | ppor. rez. Edward Szostek                    |
| szef baterii                                 | plut. Kazimierz Jarkowski                    |
| dowódca 2 baterii                            | por. Aleksander Szmit                        |
| oficer zwiadowczy                            | ppor. rez. Edmund Adam Koska                 |
| oficer ogniowy                               | ppor. rez. Henryk Niewęgłowski               |
| dowódca plutonu                              | pchor. Michalczewski                         |
| szef baterii                                 | ogn. Zabłocki                                |